# Rodolfo Zenner
Rodolfo Zenner (Buenos Aires, Argentina; 1897 - Id; 1958) fue un actor de cine, teatro, radio y televisión argentino.

## Carrera
Rodolfo Zenner fue un gran actor de mérito de comedia y drama que se lució en diferentes roles tanto en cine, como en el teatro y la televisión, hermano de la poetisa María Julia Wally Zenner (1905-1996).
Antes de dedicarse enteramente a la actuación trabajo como coautor de algunas obras teatrales junto a su amigo Enrique Cadícamo con quien compuso una "estudiantina" en dos actos que titularon Así nos paga la vida.
En radio integró el personal de Radio Splendid 
y Radio El Mundo donde compartió decenas de radioteatros junto a primeras figuras como Niní Marshall, Carmen Valdez, Pablo Cumo, Augusto Codecá, Héctor Coire, entre otros. Se hizo popular al encarnar al juez en Don Severo Camama.
En 1937 forma parte de la Compañía de Grandes Espectáculos Musicales, cuya coreografía pertenecía a Ángel Eleta, actuando junto a Raimundo Pastore, Delfy de Ortega, Fina Suárez, Concepción Sánchez, Fernando Lamas y Renata Fronzi.
En cine se inició con  un rol secundario en el film 'Caminito de gloria de Luis César Amadori, junto a Libertad Lamarque y Roberto Airaldi. Se despidió en 1958 con una película de  Leopoldo Torres Ríos, Demasiado jóvenes, protagonizado por Oscar Rovito y Bárbara Mujica, en el papel de Paolo.
En 1946 integra la Agrupación de Actores Democráticos cuya junta directiva estaba conformada por los actotres Pablo Racioppi, Lydia Lamaison, Pascual Nacaratti, Alberto Barcel y Domingo Mania. También se desempeñó como secretario administrativo de la Asociación Argentina de Actores.
El actor Rodolfo Zenner que nació en Buenos Aires en 1897 falleció en ese mismo lugar en 1958 a los 61 años. Sus restos descansan en el Panteón de la Asociación Argentina de Actores del Cementerio de la Chacarita.

## Filmografía
- 1958: Demasiado jóvenes.
- 1950: Sacachispas.
- 1949: Pantalones cortos.
- 1948: Pelota de trapo-
- 1939: Caminito de gloria.

## Televisión
- 1956: Juzgado Camama, con María Esther Podestá y Mariano Mondos.

## Radio
- 1932: El gran circo Panam.
- 1940: El Juzgado del doctor Camama.
- 1943: Don Severo Camama, con Vicente Climent y Juana Sujo.

## Teatro
- 1937: Boite rusa.
- 1940: La casa de Tocame Roque, encabezada por Raimundo Pastore, en el Teatro Marconi.
- 1941: La novia perdida.[3]